# Gladys Adda
Gladys Adda (1921 - 1995) là một người cộng sản và nhà hoạt động người Tunisia vì độc lập và quyền của phụ nữ.

## Đời sống
Adda được sinh ra ở Gabès vào ngày 2 tháng 6 năm 1921. Bất thường, bà được giáo dục đầu tiên với các bà gái và sau đó hợp tác. Bà ngạc nhiên khi thấy rằng tất cả các giáo viên của mình là người châu Âu. Cộng đồng của bà phải chịu một số sự phân biệt chủng tộc từ những kẻ phát xít nhưng chúng được đa số người Hồi giáo bảo vệ. Năm mười lăm tuổi, bà kết hôn với một người đàn ông bảy tuổi và bà vẫn kết hôn với anh ta trong bảy năm cho đến khi bà ly dị anh ta. Vào thời điểm Tunisia là một phần của đế chế Pháp ngoại trừ trong chiến tranh thế giới thứ hai khi nó bị Đức chiếm đóng. Adda cho thấy hoạt động chính trị của mình bằng cách phát tờ rơi chống lại lực lượng chiếm đóng của Đức.
Năm 1944, bà gặp và kết hôn với người chồng thứ hai, Georges Adda và họ có cặp song sinh. Con trai của họ Serge Adda trở thành một doanh nhân thành đạt người Pháp. Cùng năm đó, bà, Neila Haddad và Gilda khiari là đồng sáng lập của Liên minh Phụ nữ Tunisia (UFT). Đây là một tổ chức liên kết với đảng cộng sản địa phương và được lãnh đạo bởi Nabiha Ben Miled, một người Hồi giáo. Bà bắt đầu tham gia vào việc tổ chức các phòng khám miễn phí cho phụ nữ và đi học thay thế cho trẻ em và người lớn. Vào thời điểm tiếp cận giáo dục tại các trường thuộc địa đã bị từ chối do yêu cầu độc lập của Tunisia. Addas được coi là một rủi ro và Georges đã bị cầm tù trong những năm 1950.
bà và UFT đã tham gia kiến nghị với chính quyền Pháp thay mặt cho các tù nhân Tunisia lên án. Tunisia giành được độc lập vào năm 1956 và không giống như nhiều người mà bà và chồng quyết định ở lại Tunisia, bà và UFT đã không tan rã và họ mở rộng sự hỗ trợ của họ cho các nhà hoạt động ở Algeria, những người vẫn đang cố gắng giành độc lập từ Pháp. Adda và bạn của bà,, đã tham gia vào việc phân phối sớm các tờ báo Tunisia và kết quả là bà đã giảng bài ở Tunis.
Người góa vợ Georges của bà qua đời năm 2009.